# Mozart: 36. szimfónia
Wolfgang Amadeus Mozart No. 36-os, C-dúr szimfóniája 1783-ban született. A komponista ekkor látogatott feleségével Salzburgba, hogy kiengesztelje apját, aki neheztelt rá házassága miatt, és némi jóindulatra hangolja Constanze iránt. Bécsbe hazatérőben rövid ideig Thun grófék linzi házában laktak, a város színházában pedig Mozart hangversenyt adott. E hangversenyre írta – saját szavai szerint „hanyatt-homlok” – a C-dúr szimfóniát. A szimfónia a „Linzi” becenevet viseli, a Köchel-jegyzékben a 425. szám alatt szerepel.

## Tételek
Négytételes, „germán” szimfóniáról van szó. A kompozíció fényeinek és árnyainak játékos ellentéte a közelmúlt borús hangulatait oldja fel derűs, áhítatos életérzésbe. Valamennyi tétel magán viseli az idősebb pályatárs, Joseph Haydn szimfonikus alkotásainak nyomait, ugyanakkor a „társasági szimfónia” műfajának azt a jelentős többletét is képviseli, amit egyedül Mozart adhatott e műfajhoz.

### Adagio – Allegro spiritoso
Az első tétel elé iktatott lassú bevezetés Joseph Haydn hatását mutatja. Később Mozart visszatér még a szimfóniák ilyetén való indításához, feszültséget és drámai erőt biztosítva ezzel a nyitó szonátatétel számára. Nyitótétele rendkívül mozgalmas. 

### Poco adagio
Ez a tétel egy áhítatos és megható szerenádmuzsika, Mozart sok más lassú tételéhez hasonlóan.

### Menuetto
A szimfónia menüettje különösen vaskos humorában tér el a többi a szimfóniájától.

### Presto
A káprázatos – Mozart vígoperai fináléira emlékeztető – zárótétel állít diadalmas és nagyszerű emléket a Mozart-házaspár rövid linzi tartózkodásának.

## Hangszerelés
A mű megszólaltatásához 2 oboa, 2 fagott, 2 kürt, 2 trombita, timpani ill. vonószenekar szükséges.